# روبن كولويل
روبن كولويل (من مواليد 27 أبريل 2002) هو لاعب كرة قدم ويلزي محترف يلعب كلاعب خط وسط لنادي كارديف سيتي ومنتخب ويلز.

## مسيرته الكروية

### كارديف سيتي
انضم كولويل إلى أكاديمية الشباب في نادي كارديف سيتي لكرة القدم عندما كان في الثامنة من عمره.  ظهر لأول مرة مع النادي كبديل في المباراة التي فاز بها فريقه 3-1 في دوري البطولة الإنجليزية على كوفنتري سيتي في 13 فبراير 2021.  في اليوم التالي، وقع كولويل عقدًا جديدًا لمدة عامين مع النادي.  بدأ كولويل أول مباراه له في الدوري في فوز فريقه 2-1 على ويكومب وندررز في 24 أبريل 2021، وحاز على إشادة كبيرة من المدير ميك مكارثي لأدائه في المباراة. 

## مسيرته الدولية
ظهر لأول مرة مع منتخب ويلز تحت 17 عامًا في المباراة التي تعادل فيها 2-2 ضد بيلاروسيا في 10 أكتوبر 2018.  تم اختياره لفريق ويلز تحت 21 عامًا لمباراة ودية ضد جمهورية أيرلندا في 25 مارس 2021 وظهر لأول مرة مع الفريق كبديل خلال الهزيمة 2-1.  في 30 مايو 2021، تم اختياره في تشكيلة منتخب ويلز لبطولة يورو 2020.  ظهر لأول مرة مع المنتخب الأول في 2 يونيو 2021 في مباراة ودية ضد فرنسا، كبديل للاعب جو موريل في الدقيقة 83. 

## روابط خارجية
- روبن كولويل  على سكروي